# Runowo-Młyn
Runowo-Młyn – część wsi Runowo Krajeńskie w Polsce położona w województwie kujawsko-pomorskim, w powiecie sępoleńskim, w gminie Więcbork, przy jeziorze Runowskim Większym oraz jeziorze Diabelskim.
W latach 1975–1998 Runowo-Młyn administracyjnie należało do województwa bydgoskiego.
Pierwszy znany zapis dotyczący miejscowości pochodzi z 1325 roku, kiedy była w posiadaniu cystersów z Byszewa. W miejscowości znajduje się zespół pałacowo-parkowy, zabytkowy młyn wodny i elektrownia wodna oraz wodospad na rzece Orla.